# Lamas de Campos
Lamas de Campos (llamada oficialmente San Roque de Lamas de Campos) es una parroquia y una aldea española del municipio de Fonsagrada, en la provincia de Lugo, Galicia.

## Organización territorial
La parroquia está formada por nueve entidades de población, constando siete de ellas en el nomenclátor del Instituto Nacional de Estadística español:
- Campos
- Fongate
- Lamas de Campos
- Ortigoso
- O Xipro
- Pumeda
- Tronceda
- Vilarchao
- Vilarmeán

## Demografía

### Parroquia
| Gráfica de evolución demográfica de Lamas de Campos (parroquia) entre 2000 y 2019 |
|                                                                                   |
| Datos según el nomenclátor publicado por el INE.                                  |

### Aldea
| Gráfica de evolución demográfica de Lamas de Campos (aldea) entre 2000 y 2019 |
|                                                                               |
| Datos según el nomenclátor publicado por el INE.                              |